# Фелнак (комуна)
Фелнак (рум. Felnac) — комуна у повіті Арад в Румунії. До складу комуни входять такі села (дані про населення за 2002 рік):
- Келугерень (239 осіб)
- Фелнак (2620 осіб) — адміністративний центр комуни

Комуна розташована на відстані 429 км на північний захід від Бухареста, 13 км на південний захід від Арада, 40 км на північ від Тімішоари.

## Населення
За даними перепису населення 2002 року у комуні проживали 5182 особи.
Національний склад населення комуни:
| Національність | Кількість осіб | Відсоток |
| -------------- | -------------- | -------- |
| румуни         | 4524           | 87,3%    |
| цигани         | 261            | 5,0%     |
| серби          | 221            | 4,3%     |
| угорці         | 99             | 1,9%     |
| німці          | 35             | 0,7%     |
| українці       | 28             | 0,5%     |
| словаки        | 9              | 0,2%     |
| болгари        | 2              | < 0,1%   |
| турки          | 1              | < 0,1%   |
| поляки         | 1              | < 0,1%   |

Рідною мовою назвали:
| Мова       | Кількість осіб | Відсоток |
| ---------- | -------------- | -------- |
| румунська  | 4931           | 95,2%    |
| сербська   | 127            | 2,5%     |
| угорська   | 70             | 1,4%     |
| німецька   | 29             | 0,6%     |
| українська | 17             | 0,3%     |
| словацька  | 5              | 0,1%     |
| турецька   | 1              | < 0,1%   |
| болгарська | 1              | < 0,1%   |

Склад населення комуни за віросповіданням:
| Релігія                                       | Кількість осіб | Відсоток |
| --------------------------------------------- | -------------- | -------- |
| православні                                   | 4503           | 86,9%    |
| п'ятдесятники                                 | 444            | 8,6%     |
| римо-католики                                 | 93             | 1,8%     |
| баптисти                                      | 64             | 1,2%     |
| греко-католики                                | 29             | 0,6%     |
| реформати                                     | 23             | 0,4%     |
| адвентисти                                    | 12             | 0,2%     |
| лютерани (Синодально-пресвітеріанська церква) | 2              | < 0,1%   |
| не релігійні                                  | 2              | < 0,1%   |
| мусульмани                                    | 1              | < 0,1%   |
| бретрени                                      | 1              | < 0,1%   |
| атеїсти                                       | 1              | < 0,1%   |
| не вказали релігію                            | 4              | 0,1%     |